# Neckertal
Neckertal é uma comuna da Suíça, situada no distrito de See-Gaster, no cantão de São Galo. Tem 49,03 km² de área e sua população em 2018 foi estimada em 4.035 habitantes.
Foi criada em 1 de janeiro de 2009, a partir da fusão das antigas comunas de Brunnadern, St. Peterzell, e Mogelsberg.